# Anthurium aristatum
Anthurium aristatum är en kallaväxtart som beskrevs av Luis Aloysius, Luigi Sodiro. Anthurium aristatum ingår i släktet Anthurium och familjen kallaväxter. Inga underarter finns listade.